# Alan Jackson (ciclista)
Alan Wharmby Jackson (Stockport, 19 de novembro de 1933 — Londres, 1974) foi um ciclista britânico que foi ativo durante os anos 50 do século XX.
Em 1956, ele participou dos Jogos Olímpicos de Melbourne, onde ganhou uma medalha de prata na prova de estrada por equipes, juntamente com Stan Brittain e William Holmes; e uma de bronze na prova de estrada individual, atrás de Ercole Baldini e Arnaud Geyre.